# Pfullendorf (Nessetal)
Pfullendorf ist ein Ortsteil von Nessetal im Landkreis Gotha in Thüringen.

## Lage
Pfullendorf liegt nordwestlich von Bufleben. Der Ortsteil ist über die Landesstraße 1043 ab Hausen und über eine Ortsverbindungsstraße zu erreichen. Der Ortsteil und der Kernort befinden sich in einem fruchtbaren Ackerbaugebiet um Gotha. Die Fahner Höhe schirmt nordöstlich diesen Raum klimatisch günstig ab. Begrünte Erosionsrinnen lockern die Landschaft auf.

## Geschichte
Am 20. August 1166 wurde der Ortsteil erstmals urkundlich genannt. Der Ort gehörte nach dem Erwerb durch die Herren von Wangenheim bis zur Aufhebung der Patrimonialgerichte Mitte des 19. Jahrhunderts zum Wangenheimschen Gericht im Herzogtum Sachsen-Gotha-Altenburg bzw. Sachsen-Coburg und Gotha.
1976 wurde Pfullendorf zusammen mit Hausen nach Bufleben eingemeindet.
1708 wurde der evangelische Theologe Friedrich Eberhard Rambach in Pfullendorf geboren.

## Sehenswürdigkeiten
- Die Kirche St. Bonifatius (Koord.: ⊙) wurde in ihrer heutigen Form 1830–1831 errichtet.